# Карпеко Кирило Григорович
Кирило Григорович Карпеко (Карпенко) (1894, містечко Погорільці Чернігівської губернії, тепер Новгород-Сіверського району Чернігівської області — 7 жовтня 1939, виправно-трудовий табір селища Мальдяк Сусуманського району, тепер Магаданська область, Російська Федерація) — радянський діяч, залізничник, заступник уповноваженого Народного комісаріату шляхів сполучення СРСР по Українській СРР. Член ВУЦВК.

## Життєпис
Народився в родині робітника-залізничника. Із тринадцятирічного віку самостійно працював столяром і теслею.
У 1915—1917 роках — солдат залізничного полку російської армії, учасник Першої світової війни.
Член РСДРП(б) з жовтня 1917 року.
З грудня 1917 року — боєць загону Червоної гвардії. З листопада 1918 по 1921 рік служив у Червоній армії, учасник громадянської війни в Росії. Був начальником штабу та політичним керівником батальйону, військовим комісаром бригади РСЧА.
У 1921 році демобілізований із РСЧА та скерований на залізничний транспорт. З 1921 року — голова правління Козятинського дільничного відділення профспілки робітників-залізничників Південно-Західних залізниць; відповідальний секретар правління дорожнього відділення профспілки робітників-залізничників (дорпрофсожу) Південно-Західних залізниць в місті Києві, заступник начальника Південного округу шляхів сполучення.
У 1924—1925 роках — голова виконавчого комітету Київської окружної ради (?).
З квітня 1925 року — заступник уповноваженого Народного комісаріату шляхів сполучення СРСР по Українській СРР.
Рік навчався на курсах вищого командного складу залізничного транспорту Народного комісаріату шляхів сполучення СРСР.
З жовтня 1928 року — заступник голови правління Московсько-Білорусько-Балтійської залізниці. Потім — начальник Рязанського експлуатаційного району Рязано-Уральської залізниці.
З грудня 1930 року — член президії та заступник голови Вищої ради народного господарства УСРР.
На 1936 рік — заступник начальника залізниці імені В.В. Куйбишева в місті Куйбишеві (РРФСР).
З 1 травня по грудень 1937 року — ревізор Народного комісаріату шляхів сполучення СРСР з безпеки руху на Свердловській залізниці.
13 грудня 1937 року заарештований органами НКВС у місті Свердловську, переведений до в'язниці міста Куйбишева для ведення слідства УДБ УНКВС по Куйбишевській області. 19 травня 1938 року засуджений виїзною сесією Військової колегії Верховного суду СРСР до 15 років тюремного ув'язнення з подальшою поразкою у політичних правах строком на 5 років. З 1938 року — в'язень УСВІТЛАГ НКВС СРСР у селищі Мальдяк Сусуманського району Магаданської області. 7 жовтня 1939 року помер у в'язниці.
25 квітня 1957 року посмертно реабілітований ухвалою Військової колегії Верховного суду СРСР, кримінальну справу скасовано за відсутністю складу злочину.

## Нагороди
Нагороджений знаком «Почесний залізничник» (1936).